# Wereldkampioenschappen baanwielrennen 1993
De wereldkampioenschappen baanwielrennen 1993 werden van 17 augustus tot en met 29 augustus 1993 gehouden in het Vikingskipet in de Noorse stad Hamar. Er stonden elf onderdelen op het programma, acht voor mannen en drie voor vrouwen.

## Medailles

### Mannen
| Onderdeel            | Goud | Goud                                                        | Zilver | Zilver                                                 | Brons | Brons                                                            |
| -------------------- | ---- | ----------------------------------------------------------- | ------ | ------------------------------------------------------ | ----- | ---------------------------------------------------------------- |
| Sprint               | AUS  | Gary Neiwand                                                | GER    | Michael Hübner                                         | GER   | Eyk Pokorny                                                      |
| 1 km tijdrit         | FRA  | Florian Rousseau                                            | AUS    | Shane Kelly                                            | GER   | Jens Glücklich                                                   |
| Achtervolging        | GBR  | Graeme Obree                                                | FRA    | Philippe Ermenault                                     | GBR   | Chris Boardman                                                   |
| Ploegenachtervolging | AUS  | Brett Aitken Tim O'Shannessey Billy Shearsby Stuart O'Grady | GER    | Guido Fulst Andreas Bach Jens Lehmann Thorsten Schmidt | DEN   | Jimmi Madsen Klaus-Kynde Nielsen Jan-Bo Petersen Lars-Otto Olsen |
| Keirin               | AUS  | Gary Neiwand                                                | USA    | Marty Nothstein                                        | JPN   | Toshimasa Yoshioka                                               |
| Puntenkoers          | BEL  | Etienne De Wilde                                            | FRA    | Eric Magnin                                            | UKR   | Vasil Yakovlev                                                   |
| Tandem               | ITA  | Frederico Paris Roberto Chiappa                             | AUS    | Stephen Pate Dany Day                                  | CZE   | Arnost Dromanek Lubomir Hargas                                   |
| Stayeren             | DEN  | Jens Veggerby                                               | AUT    | Roland Königshofer                                     | GER   | Carsten Podlesch                                                 |

- Renners van wie de namen schuingedrukt staan kwamen in actie tijdens minimaal één ronde maar niet tijdens de finale.

### Vrouwen
| Onderdeel     | Goud | Goud            | Zilver | Zilver                | Brons | Brons          |
| ------------- | ---- | --------------- | ------ | --------------------- | ----- | -------------- |
| Sprint        | CAN  | Tanya Dubnicoff | NED    | Ingrid Haringa        | FRA   | Nathalie Even  |
| Achtervolging | USA  | Rebecca Twigg   | FRA    | Marion Clignet        | USA   | Janie Eickhoff |
| Puntenkoers   | NED  | Ingrid Haringa  | RUS    | Svetlana Samokhvalova | USA   | Jessica Grieco |

### Medaillespiegel
| Plaats | Land                | Goud | Zilver | Brons | Totaal |
| 1      | Australië           | 3    | 2      | 0     | 5      |
| 2      | Frankrijk           | 1    | 3      | 1     | 5      |
| 3      | Verenigde Staten    | 1    | 1      | 2     | 4      |
| 4      | Nederland           | 1    | 1      | 0     | 2      |
| 5      | Verenigd Koninkrijk | 1    | 0      | 1     | 2      |
| 5      | Denemarken          | 1    | 0      | 1     | 2      |
| 7      | België              | 1    | 0      | 0     | 1      |
| 7      | Canada              | 1    | 0      | 0     | 1      |
| 7      | Italië              | 1    | 0      | 0     | 1      |
| 10     | Duitsland           | 0    | 2      | 3     | 5      |
| 11     | Oostenrijk          | 0    | 1      | 0     | 1      |
| 11     | Rusland             | 0    | 1      | 0     | 1      |
| 13     | Japan               | 0    | 0      | 1     | 1      |
| 13     | Tsjechië            | 0    | 0      | 1     | 1      |
| 13     | Oekraïne            | 0    | 0      | 1     | 1      |
| Totaal | Totaal              | 11   | 11     | 11    | 33     |